# Marta — pas koji govori
Marta — pas koji govori (engl. Martha Speaks) je kanadsko–američka dečija animirana serija iz 2008, bazirana po knjizi Suzan Medof o Marti, psu koji govori, čiji je vlasnik Helen Lorens (u knjigama poznata kao Helen Fini).

## Emitovanje i sinhronizacija
U Srbiji, Hrvatskoj, Crnoj Gori, Bosni i Hercegovini i Severnoj Makedoniji serija je premijerno prikazana 2008. na kanalu Minimaks, sinhronizovana na srpski jezik. Sinhronizaciju prve tri sezone je radio studio Klarion, a sinhronizaciju četvrte, pete i šeste sezone studio Studio. Nema DVD izdanja.

## Spisak epizoda
Serija obuhvata šest sezona i ukupno 96 epizoda. Sezone imaju različit broj epizoda: prva sezona obuhvata 40 epizoda, druga i treća sezona 15 epizoda, četvrta sezona 10 epizoda i peta i šesta 8 epizoda.

## Uloge
| Ime lika     | Glumac (S1-3, Klarion) | Glumac (S4, Studio) | Glumac (S5, Studio) |
| ------------ | ---------------------- | ------------------- | ------------------- |
| Marta        | Zorica Pančić          | Jelena Stojiljković | Andrijana Oliverić  |
| Helen Lorens | Snežana Koneska Rusi   | Ana Marković        | Anja Orelj          |
| Berni (Ted)  | Nikola Ristanovski     | Lako Nikolić        | Lako Nikolić        |
| Alis         | Zorica Pančić          | Doris Milošević     | Dragana Milošević   |
| Karolina     | Dragana Bosnić         | Doris Milošević     | Dragana Milošević   |
| Truman       | Trajče Đorđiev         | Milan Tubić         | Milan Tubić         |
| Marijela     | Dragana Bosnić         | Jelena Stojiljković | Andrijana Oliverić  |
| Danijel      | Trajče Đorđiev         | Milan Tubić         | Milan Tubić         |

## Spoljašnje veze
- Marta - pas koji govori na sajtu IMDb.